# Lygistorrhina singularis
Lygistorrhina singularis är en tvåvingeart som först beskrevs av Samuel Wendell Williston  1896.  Lygistorrhina singularis ingår i släktet Lygistorrhina och familjen Lygistorrhinidae. Inga underarter finns listade i Catalogue of Life.